# Ритмюллер, Данило
Данило Ритмюллер (нем. Danilo Riethmüller; род. 13 ноября 1999) — немецкий биатлонист, бронзовый призер чемпионата мира 2025 года в мужской эстафете.

## Карьера
Данило Ритмюллер родился 13 ноября 1999 года в Бланкенбурге. С одиннадцатилетнего возраста занимается биатлоном, был учащимся школы-интерната в Клаусталь-Целлерфельде.
Принимал участие в юношеских Олимпийских играх 2016 года, на которых вместе со сборной Германией выиграл серебро в смешанной эстафете. Годом позже Данило впервые выступил на чемпионате мира среди юниоров, где выиграл три бронзовые медали: в индивидуальной гонке, гонке преследования и эстафете.
В 2019 году на чемпионате мира среди юниоров стал серебряным призёром в эстафете и бронзовым в индивидуальной гонке. В том же сезоне дебютировал на этапах Кубка IBU.
В 2020 году Ритмюллер завоевал чемпионский титул на мировом первенстве среди юниоров в Швейцарии, выиграв гонку преследования.
На этапах Кубка мира дебютировал в сезоне 2023/2024 годов. В Италии Данило показал седьмое время в индивидуальной гонке и 24 — в масс-старте.
Первую медаль на этапах Кубка мира завоевал в декабре 2024 года, выиграв серебро в масс-старте на этапе в Анси.
В Ленцерхайде на чемпионате мира 2025 года в составе немецкой четвёрки завоевал бронзовую медаль в эстафете.

## Выступления

### Чемпионаты мира
| Соревнование     | Индивидуальная | Спринт | Преследование | Масс-старт | Эстафета | Смешанная эстафета | Сингл-микст |
| ---------------- | -------------- | ------ | ------------- | ---------- | -------- | ------------------ | ----------- |
| 2025 Ленцерхайде | 22             | 40     | 50            | -          | 3        | -                  | -           |